# Генеалогии герцогов Брабанта
Генеалогии герцогов Брабанта (лат. Genealogiae ducum Brabantiae) — корпус исторических сочинений середины XIII века, возникших, по всей видимости, в Аффлигемском монастыре. Сохранились в рукописях XV—XVI веков. Описывают генеалогию правителей Брабанта, начиная от Приама и Хлодвига, и доводя до Жана I.

## Издания
- Genealogia ducum Brabantiae heredum Franciae // MGH, SS. Bd. XXV. Hannover. 1880, p. 385—391[2].
- Genealogia ducum Brabantiae ampliata // MGH, SS. Bd. XXV. Hannover. 1880, p. 391—399[3].
- Genealogia ducum Brabantiae metrica // MGH, SS. Bd. XXV. Hannover. 1880, p. 399—404[4].

## Переводы на русский язык
- Генеалогия герцогов Брабанта, наследников Франции Архивная копия от 11 октября 2011 на Wayback Machine в переводе И. Дьяконова на сайте Восточная литература
- Расширенная генеалогия герцогов Брабанта Архивная копия от 12 октября 2011 на Wayback Machine в переводе И. Дьяконова на сайте Восточная литература
- Имена святых, произошедших из рода герцогов Брабанта Архивная копия от 12 октября 2011 на Wayback Machine в переводе И. Дьяконова на сайте Восточная литература
- Рифмованная генеалогия герцогов Брабанта Архивная копия от 12 октября 2011 на Wayback Machine в переводе И. Дьяконова на сайте Восточная литература